# Karsten Altenhain
Karsten Altenhain (* 1962 in Wuppertal) ist ein deutscher Jurist und Professor an der Heinrich-Heine-Universität Düsseldorf. Er ist ein Enkel von Gustav Altenhain.

## Leben und Beruf
Im Jahr 1982 nahm Altenhain an der Rheinischen Friedrich-Wilhelms-Universität Bonn das Studium der Rechtswissenschaft auf. Später wechselte er an die Ludwig-Maximilians-Universität München. Im Jahr 1988 schloss er sein Studium mit dem ersten juristischen Staatsexamen ab. Seine Prüfung legte er vor dem Oberlandesgericht Düsseldorf ab. Sein zweites juristisches Staatsexamen legte er im Jahr 1993 vor dem Landesjustizprüfungsamt in Düsseldorf ab. Im selben Jahr promovierte er an der Rheinischen Friedrich-Wilhelms-Universität in Bonn mit dem Thema „Die Strafbarkeit des Teilnehmers beim Exzeß“, während er Richter am Landgericht Bonn war. Die Ernst und Anna Landsberg-Stiftung unterstützte seine Dissertation durch ein Promotionsstipendium.
An der Eberhard Karls Universität Tübingen habilitierte er im Jahr 2000 mit dem Thema „Das Anschlußdelikt“ und erhielt die Lehrberechtigung für die Fächer Strafrecht, Strafprozessrecht und Medienrecht. Anschließend war er Professor an der Philipps-Universität Marburg sowie der Technischen Universität Dresden. Seit dem Wintersemester 2002/03 ist Altenhain Universitätsprofessor an der Heinrich-Heine-Universität Düsseldorf und hält den Lehrstuhl für Strafrecht, Wirtschaftsstrafrecht und Medienrecht inne. Darüber hinaus ist er seit 2003 geschäftsführender Direktor des Zentrums für Informationsrecht und war von April 2014 bis März 2016 Dekan der juristischen Fakultät der Heinrich-Heine-Universität Düsseldorf.
Im November 2012 veröffentlichte Altenhain die Ergebnisse einer Studie, die er im Auftrag des Bundesverfassungsgerichtes durchgeführt hatte. Dabei ging es um die Einhaltung gesetzlich bestimmter Absprachen in Strafverfahren. Er befragte dazu 330 Richter, Staatsanwälte und Strafverteidiger aus Nordrhein-Westfalen. Nach der Studie treffen fast 60 % der Richter den Großteil ihrer Absprachen ohne die vorgeschriebene Protokollierung. Demnach überprüfen lediglich etwa ein Viertel (28 %) der Richter, ob das ausgehandelte Geständnis glaubhaft ist.
Altenhain ist verheiratet und hat einen Sohn.

## Publikationen (Auswahl)

### Schriften
- Das Anschlußdelikt. Mohr Siebeck, Tübingen 2002, ISBN 3-16-147635-2.
- Folter vor Gericht. Vandenhoeck & Ruprecht, Göttingen 2012, ISBN 978-3-8471-0056-0.
- Die Geschichte der Folter seit ihrer Abschaffung. Vandenhoeck & Ruprecht, Göttingen 2011, ISBN 978-3-89971-863-8.
- Mit Heribert Hirte (Hrsg.): Kölner Kommentar zum WpHG. Heymann, Köln 2007, ISBN 978-3-452-26187-8.
- Mit Heribert Hirte (Hrsg.): Kölner Kommentar zum WpÜG. Heymann, Köln 2010, ISBN 978-3-452-27045-0.
- Die Praxis der Absprachen in Wirtschaftsstrafverfahren. Nomos, Baden-Baden 2007, ISBN 978-3-8329-2677-9.
- Mit Alexander Roßnagel (Hrsg.): Recht der Multimedia-Dienste. C.H. Beck, München 2005, ISBN 978-3-406-44463-0.
- Die Strafbarkeit des Teilnehmers beim Exzess. Lang, Frankfurt am Main 1994, ISBN 3-631-47358-3.
- Die Wiederkehr der Folter? Vandenhoeck & Ruprecht, Göttingen 2012, ISBN 978-3-8471-0008-9.

### Aufsätze
- Mit Ansgar Heitkamp: Aktuelle Entwicklungen im Jugendmedienschutzrecht. In: NJW. München 2010, S. 16–18.
- Mit Ansgar Heitkamp: Altersverifikation mittels des elektronischen Personalausweises. In: K&R. Frankfurt am Main 2009, S. 619–625.
- Angreifende und verteidigende Nebenklage. In: JZ. Tübingen 2001, S. 791–801.
- Mit Michael Haimerl: Die gesetzliche Regelung der Verständigung im Strafverfahren – eine verweigerte Reform. In: JZ. Tübingen 2010, 327–337.
- Die Mitwirkung eines anderen Bandenmitglieds. In: ZStW. Berlin 2001, S. 112–145.
- Die Neuregelung der Marktpreismanipulation durch das Vierte Finanzmarktförderungsgesetz. In: BB. Frankfurt am Main 2002, S. 1874–1879.
- Zur Rechtskraftdurchbrechung bei der nach § 55 II JGG unzulässigen Revision. In: NStZ. München 2007, S. 283–285.
- Der strafbare falsche Bilanzeid. In: WM. Frankfurt am Main 2008, S. 1141–1147.
- Der strafbare Mißbrauch kartengestützter elektronischer Zahlungssysteme. In: JZ. Tübingen 1997, S. 752–760.
- Die strafrechtliche Verantwortung für die Verbreitung mißbilligter Inhalte in Computernetzen. In: CR. Köln 1997, 485–496.
- Die Verwirklichung mehrerer Tatbestandsalternativen – Einzelverbrechen oder Idealkonkurrenz? In: ZStW. Berlin 1995, S. 382–401.
- Der Zusammenhang zwischen Grunddelikt und schwerer Folge bei den erfolgsqualifizierten Delikten. In: GA. München 1996, S. 19–36.

### Kommentierungen
- §§ 1–8, 105–106 JGG. In: Münchener Kommentar zum StGB. 1. Auflage. München 2006.
- Vorbemerkung zu den §§ 7ff. StGB. In: Münchener Kommentar zum StGB. 1. Auflage. München 2010.
- § 206 StGB. In: Münchener Kommentar zum StGB. 1. Auflage. München 2003.
- §§ 257–261 StGB. In: Nomos-Kommentar. 3. Auflage. Baden-Baden 2010.
- § 148 TKG. In: Münchener Kommentar zum StGB. 1. Auflage. München 2010.
- §§ 3, 7–10 TMG. In: Münchener Kommentar zum StGB. 1. Auflage. München 2010.
- §§ 1–3, 5–28 VersammlG. In: Münchener Kommentar zum StGB. 1. Auflage. München 2007.